# Hyperdrive – Der Knall im All

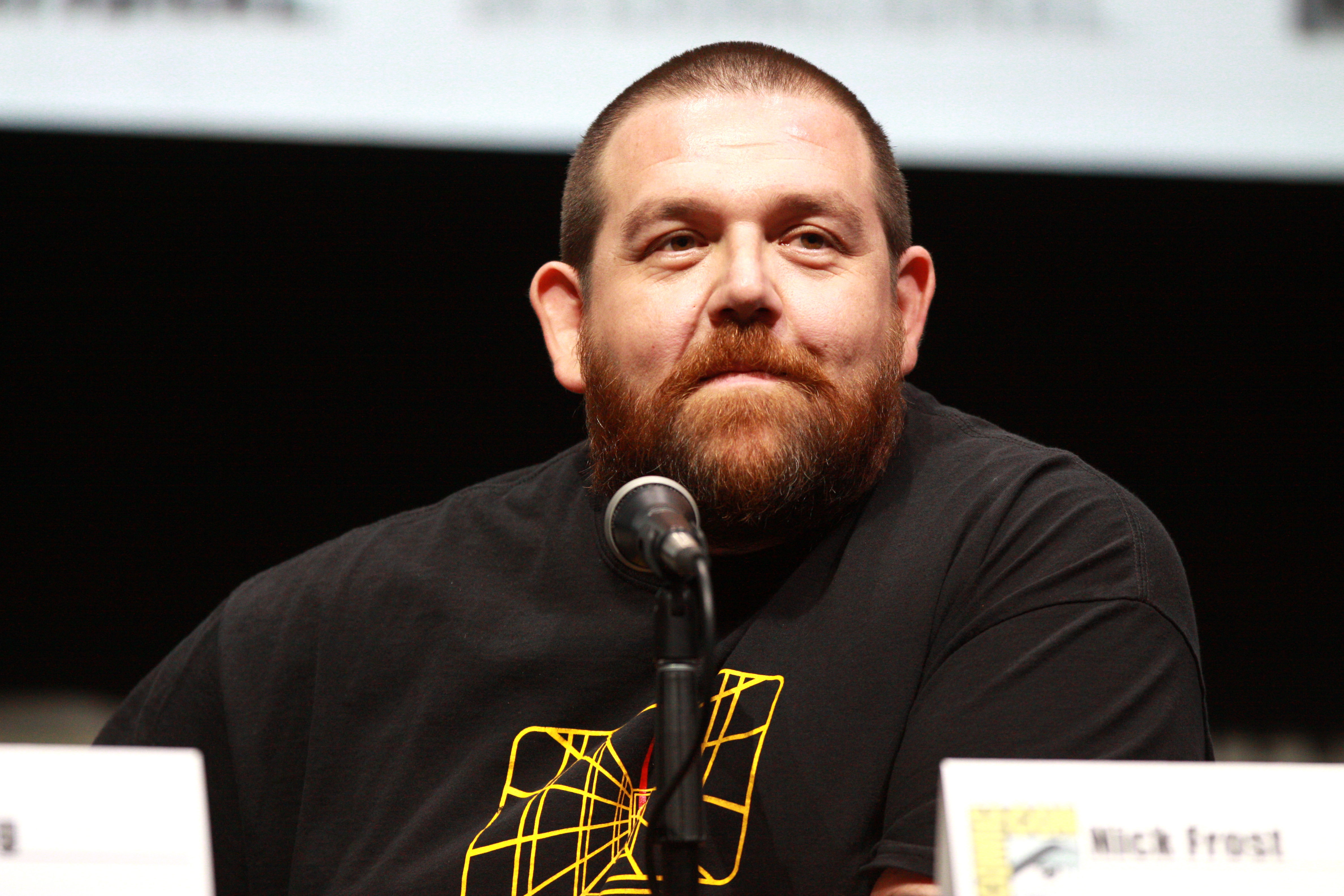
Schauspieler Nick Frost

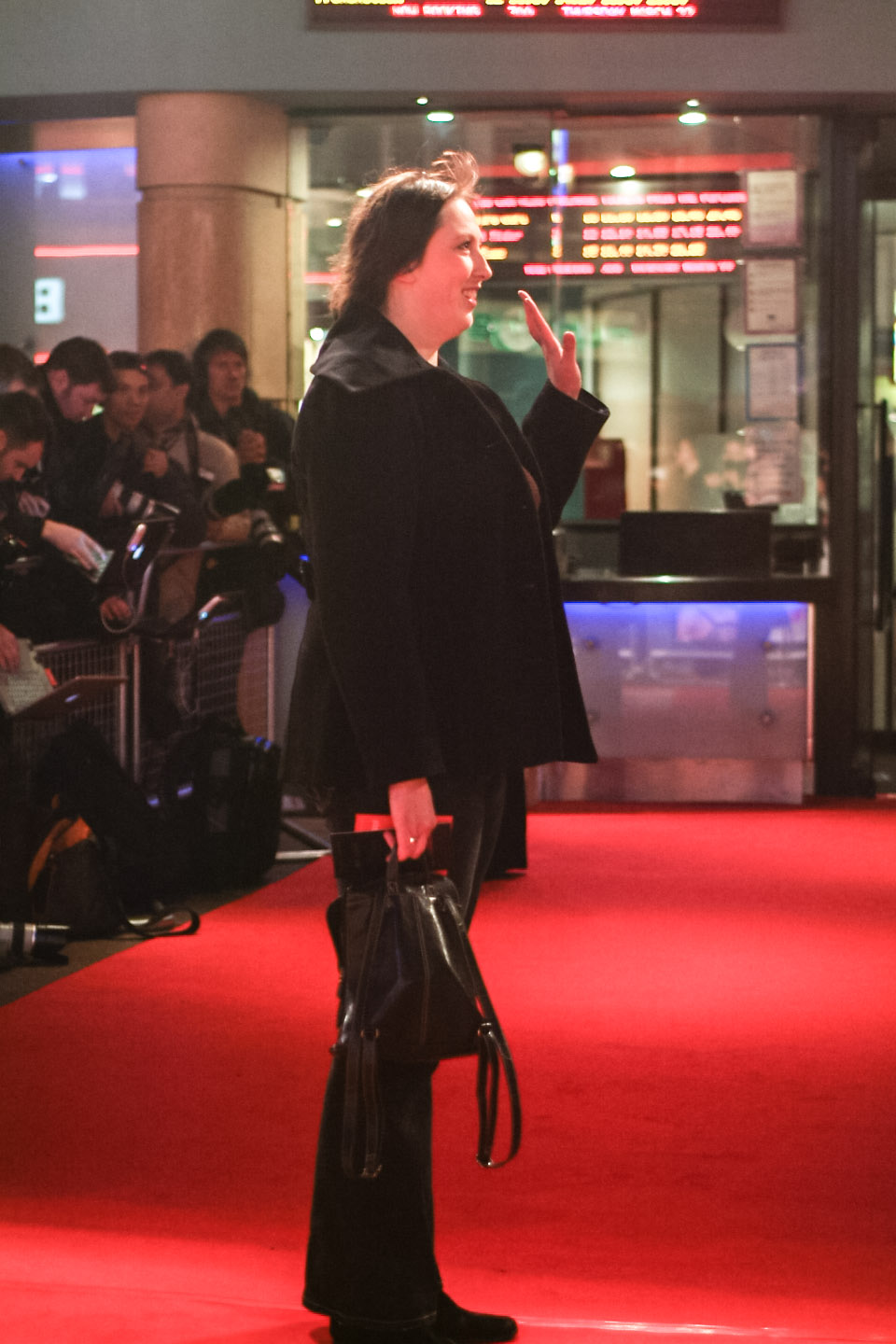
Schauspielerin Miranda Hart

Hyperdrive – Der Knall im All ist eine britische Fernsehserie, die 2006 und 2007 auf BBC Two zu sehen war. Als Arbeitstitel wurde Full Power verwendet.
Die Serie handelt von der Besatzung der HMS Camden Lock, die in den Jahren 2151 und 2152 versucht, britische Interessen im All zu vertreten.

## Charaktere
Nick Frost verkörpert Space Commander Michael "Mike" "Lucky Jack" "Hendo" Henderson. Auf der originalen Website steht, dass Henderson seine Ausbildung an der Dagenham Secondary Modern und New Portsmouth Cadet Camp absolvierte. Weiterhin wird er als idealistischer Forscher beschrieben.
Ein Running Gag stellt die Erwähnung seiner Lieblingsfernsehserie Captain Helix dar.
Kevin Eldon stellt den Ersten Offizier Eduardo Pauline York dar, einen brillanten Wissenschaftler. Er hat das Borderline-Syndrom und hegt zunehmend Meuterei-Phantasien.
Weiterhin hat er kein Vertrauen in den Technischen Officer Jeffers und besitzt die Fähigkeit seinen Atem für über 7 Stunden anzuhalten.
York zeigt große Gefühle, wenn es um den Cyborg Sandstrom geht und wird schnell eifersüchtig, wenn Vine Sandstrom in seiner Pub-bewussten Phase küsst.
Wie sein Freund Commander Henderson ist auch er Fan der Serie Captain Helix.
Miranda Hart spielt die Rolle der Diplomatischen Offizierin Chloe Alice Teal. Teal empfindet anscheinend etwas für den Space Commander, der ihre Gefühle aber nicht erwidert.
Ihre Fähigkeiten als Diplomatin können in Frage gestellt werden, bringt sie die Crew doch hin und wieder in Gefahr. Außerdem ist sie durch die Prüfung zur richtigen Offizierin gefallen, zumal sie nur auf der HMS Camden Lock ist, da ihr Vater Botschafter ist.
In Staffel 2 zeigen sich ihre religiösen Ansichten als Agnostikerin mehr, außerdem ist sie die Yoga-Lehrerin auf dem Schiff.
Stephan Evans tritt als Navigator Dave Vine in Erscheinung. Nach ihm wurde ein Planet benannt (Vineworld).
Auch er kommt mit dem Verhalten vom Technischen Offizier Jeffers sichtlich nicht klar. Er sammelt Antiquitäten aus den 1990er-Jahren.
Sein größter und einziger Traum ist es, einen Pub im Jahr 1995 zu besitzen (Pub-bewusste Phase).
Wie York findet auch er Sandstrom anziehend.
Dan Antopolski ist der Technische Offizier Karl Jeffers. Wie York für ihn empfindet auch Jeffers Antipathie für York. Er notiert sich alle seine Fehler und ist Fan von Alienmusik. Dabei hört er vor allem Lallakiss war anthem, Kill the Humans.
Petra Massey stellt den Cyborg Sandstrom dar. Sie sorgt dafür, dass Camden Lock weiterhin funktionstüchtig bleibt.
Schokolade sorgt für gesteigertes Interesse an Hypersexualität. Sie empfindet Gefühle für York und ist sich darüber sichtlich mehr bewusst, als York über seine Gefühle für sie.
Maggie Service tritt als Computerstimme in Erscheinung. In Staffel 2 übernimmt Ewan Bailey weitere Computerstimmen.
Waen Shepherd ist Gareth Stannis, der Hauptdarsteller der Fernsehserie Captain Helix, die häufig von Commander Henderson gesehen wird. Captain Helix scheint dabei genauso wie Doctor Who etwas zu verbergen.

## HMS Camden Lock

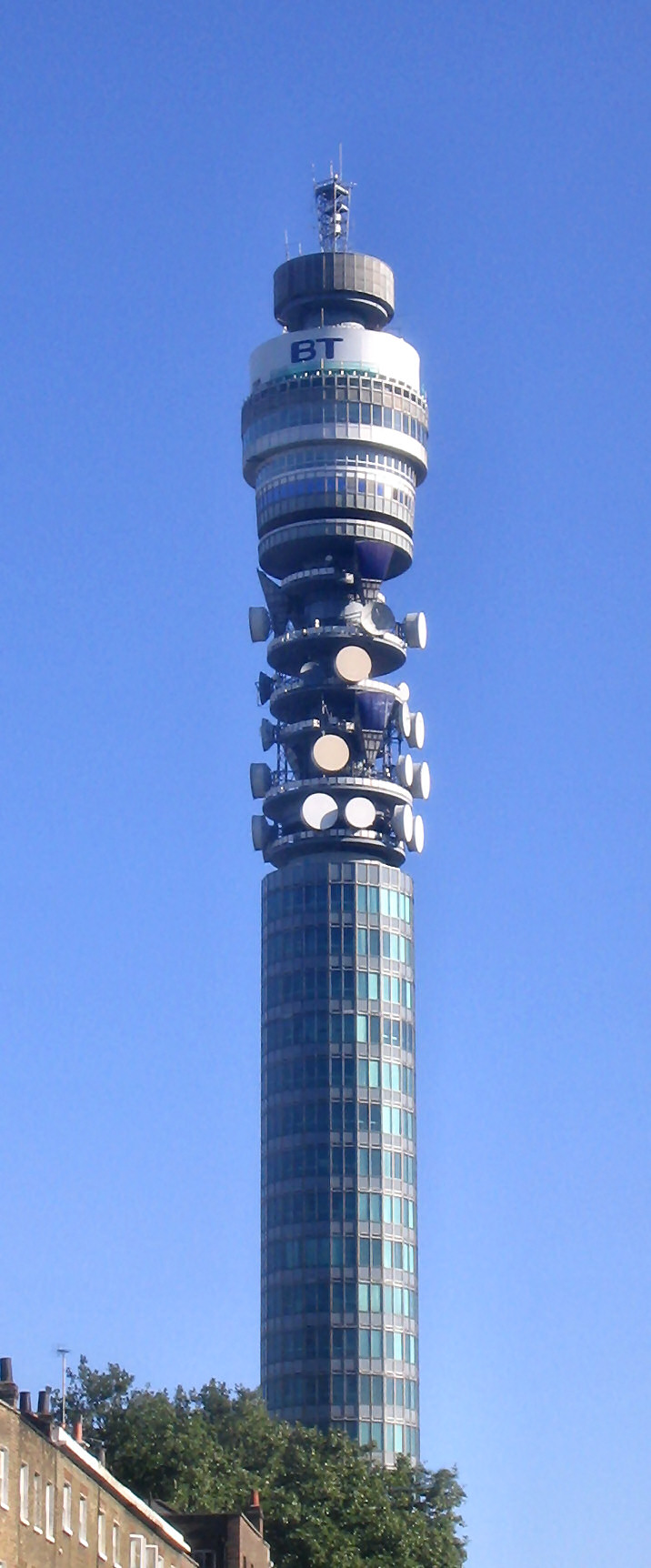
Der BT Tower in London, 2009

Das Design und Format des Schiffs entspricht dem BT Tower in London. Der Name Camden Lock stammt von der gleichnamigen Schleuse eines Kanals im Londoner Stadtteil Camden.

## Besetzung und Synchronisation
| Darsteller     | Rolle               | Synchronsprecher  |
| -------------- | ------------------- | ----------------- |
| Nick Frost     | Commander Henderson | Lutz Schnell      |
| Kevin Eldon    | York                | Stefan Staudinger |
| Miranda Hart   | Teal                |                   |
| Stephan Evans  | Vine                |                   |
| Dan Antopolski | Jeffers             | Peter Flechtner   |
| Petra Massey   | Sandstrom           |                   |

## Ausstrahlung
Am 11. Januar 2006 begann BBC Two die Serie erstmals auszustrahlen. Die zweite Staffel feiert am 12. Juli 2007 ihre Premiere, ebenfalls auf BBC Two.
In Deutschland war die erste Staffel erstmals am Wochenende des 6. und 7. Oktober 2007 im Rahmen eines Comedy-Specials auf Comedy Central zu sehen. Es folgten weitere Wiederholung. Die letzte deutschsprachige Ausstrahlung fand am 22. Juni 2008, ebenfalls auf Comedy Central, statt. Eine deutschsprachige Ausstrahlung der zweiten Staffel erfolgte bisher nicht.
Weiterhin war die Serie auf BBC Prime und dem Nachfolgesender BBC Entertainment, die auch in Deutschland empfangen werden können, bis zum 29. September 2010 zu sehen.

### Ausstrahlung – Übersicht
| Staffel | Folgen | Erstausstrahlung Großbritannien | Erstausstrahlung Großbritannien | Erstausstrahlung Deutschland | Erstausstrahlung Deutschland |
| Staffel | Folgen | von                             | bis                             | von                          | bis                          |
| ------- | ------ | ------------------------------- | ------------------------------- | ---------------------------- | ---------------------------- |
| 1       | 6      | 11. Januar 2006                 | 14. Februar 2006                | 6. Oktober 2007              | 7. Oktober 2007              |
| 2       | 6      | 12. Juli 2007                   | 16. August 2007                 |                              |                              |

### Staffelübersicht
| Nummer (gesamt) | Nummer (Staffel) | Originaltitel         | Deutscher Episodentitel    | Erstausstrahlung | Deutsche Erstausstrahlung |
| 01              | 01               | A Gift From The Glish | Ein Geschenk von den Glish | 11. Januar 2006  | 6. Oktober 2007           |
| 02              | 02               | Hello Queppu!         | Hallo, Queppu!             | 18. Januar 2006  | 6. Oktober 2007           |
| 03              | 03               | Weekend Off           | Ein Wahnsinns-Wochenende   | 25. Januar 2006  | 6. Oktober 2007           |
| 04              | 04               | Asteroid              | Im grünen Giftgas          | 31. Januar 2006  | 7. Oktober 2007           |
| 05              | 05               | Clare                 | Die Weltraumfrau           | 7. Februar 2006  | 7. Oktober 2007           |
| 06              | 06               | Assessment            | Durchgefallen              | 14. Februar 2006 | 7. Oktober 2007           |

| Nummer (gesamt) | Nummer (Staffel) | Originaltitel      | Erstausstrahlung |
| 07              | 01               | Green Javelins     | 12. Juli 2007    |
| 08              | 02               | Artefact           | 19. Juli 2007    |
| 09              | 03               | Admiral’s Daughter | 26. Juli 2007    |
| 10              | 04               | Harvest            | 2. August 2007   |
| 11              | 05               | Dreamgate          | 9. August 2007   |
| 12              | 06               | Convoy             | 16. August 2007  |

## DVD-Veröffentlichungen
Sowohl in Großbritannien als auch in Deutschland erschienen DVDs zur Serie. Folgend eine Übersicht.
| Staffel | Staffel | Anzahl der DVDs | Anzahl der Episoden | Veröffentlichung | Veröffentlichung          | FSK (Deutsche DVDs) | Bonusmaterial (Deutsche DVDs) |
| Staffel | Staffel | Anzahl der DVDs | Anzahl der Episoden | Großbritannien   | Deutschland               | FSK (Deutsche DVDs) | Bonusmaterial (Deutsche DVDs) |
| ------- | ------- | --------------- | ------------------- | ---------------- | ------------------------- | ------------------- | --- |
|         | 1       | 2               | 6                   | N.N.             | 30. Mai 2008 von Polyband | Ab 12 Jahren        | Making of, "Creating the World of Hyperdrive", Deleted Scenes, Mirandas Tour auf dem Set, Video-Tagebuch, Behind the Scenes, Audiokommentar zu allen Episoden (auf Englisch) |
|         | 1 & 2   | 3               | 12                  | 13. August 2007  | N.N.                      |                     | |

Anmerkungen:
1. ↑  Das Label justbrige tv veröffentlichte die erste Staffel erneut am 25. April 2014 auf DVD. Ob es Änderungen gegenüber der Veröffentlichung von Polyband gab, ist unklar.